# Antimanoa
Antimanoa — рід грибів. Назва вперше опублікована 1930 року.

## Класифікація
До роду Antimanoa відносять 1 вид:
- Antimanoa grisleae